# تسجيل الأراضي
تسجيل الأراضي أو التسجيل العقاري هو أي من الأنظمة المختلفة التي تُسجل بها المسائل المتعلقة بالملكية أو الحيازة أو الحقوق الأخرى في الأرض رسميًا (عادةً مع وكالة أو إدارة حكومية) لإتاحة دليل على الملكية وتسهيل المعاملات ومنع التصرف غير القانوني. تختلف المعلومات المسجلة والحماية التي توفرها عملية تسجيل الأراضي كثيرًا حسب الولاية القضائية. السجل العقاري هو ما يحوي هذه المعلومات. أنظمة المسح العقاري تكمل عملية تسجيل الأراضي.